# Monthey
Monthey je město ve švýcarském kantonu Valais. Leží na řece Rhôně v převážně frankofonní části kantonu; je sídlem stejnojmenného okresu. Žije zde přibližně 18 tisíc obyvatel.

## Geografie
Monthey leží na řece Rhôně, která tvoří hranici obce na severovýchodě a po níž probíhá hranice Valais s kantonem Vaud. Sousedními obcemi jsou Collombey-Muraz, Troistorrents, Vérossaz, Massongex, Bex a Ollon. Asi 10 km jihozápadně od centra města se nachází exkláva Monthey (En Tey-La Tovassière). Tato nejhořejší část údolí Val de Morgins sousedí s obcemi Troistorrents a Val-d’Illiez a s Francií. V této exklávě se nachází nejvyšší bod Monthey, vrchol Pointe de Chésery ve výšce 2249 m nad mořem. Další dvě exklávy (Fonnalet-Gotte a Rigoles de Monthey) se nacházejí na území obce Collombey-Muraz. Nejnižší bod obce Monthey leží na řece Rhôně v nadmořské výšce 390 m.
Na území města leží v horách jezero Lac de Chésery.

## Historie

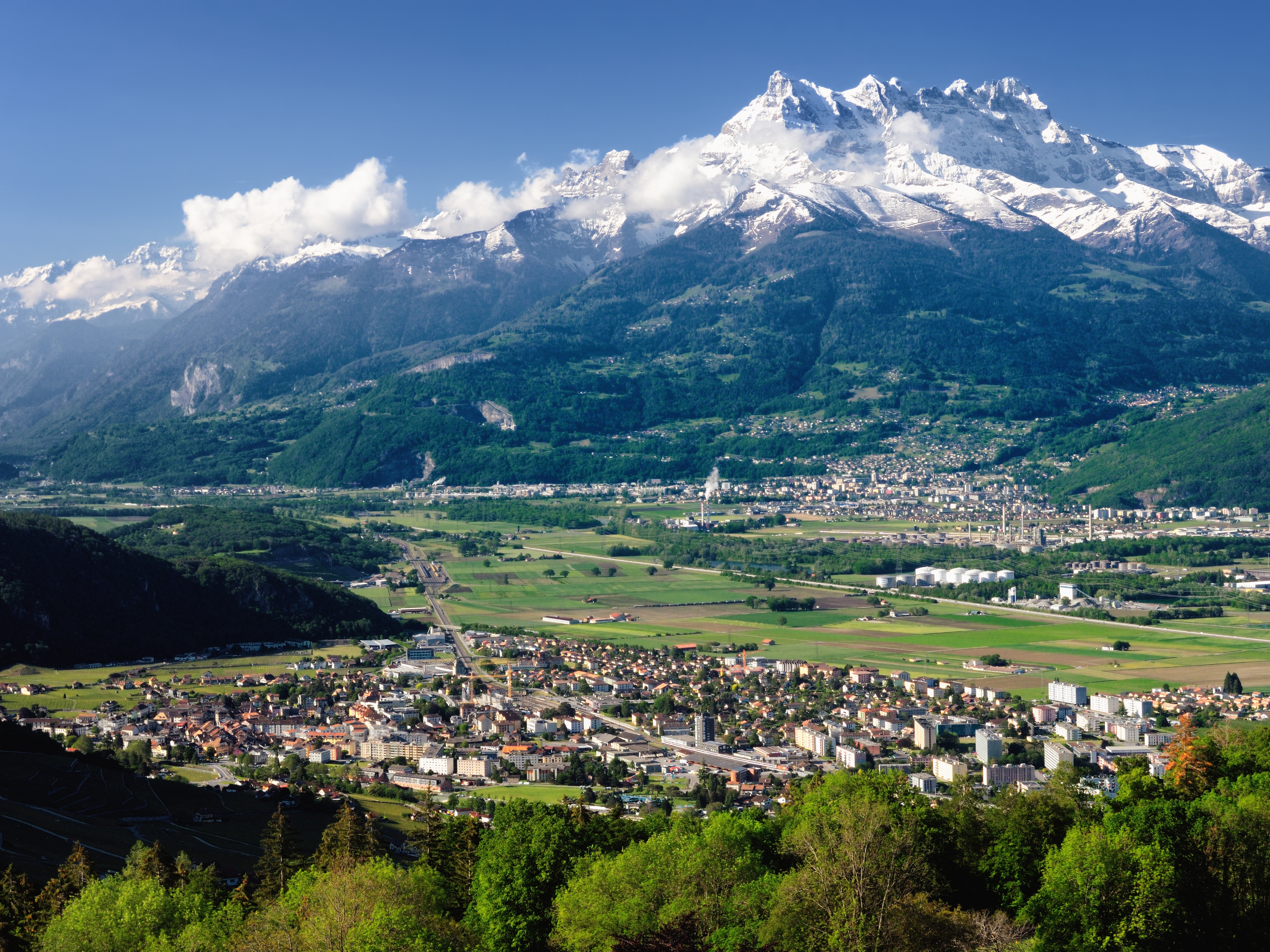
Pohled na Aigle, Monthey a masiv Dents du Midi

Nejstarší archeologické nálezy ve městě pocházejí z doby bronzové. Kromě pohřebišť z doby železné je v Monthey známo také panské sídlo a pohřebiště z doby římské.
Hrad v centru města byl postaven roku 950.  Název místa se v nejstarších dokumentech dochoval jako Montheil, v pozdějších pramenech se je psáno jako Montez (1215). Název pochází od kopce, na němž se nacházel starý hrad Monthey. Město bylo založeno ve vrcholném středověku, od 11. století patřilo pod vládu rodu Savojských a bylo spravováno místodržícími a domácími majordomy.
Původní centrum města tvořil hrad zvaný de la Motte nebo Château-Vieux, z něhož nezbyly žádné pozůstatky, a tržní městečko na pravém břehu řeky Vièze. Od 12. století za savojské nadvlády patřilo Monthey ke stejnojmennému kastelu v okrsku Chablais. Po morových epidemiích v letech 1349–1352 a 1422, po záplavách řeky Vièze v letech 1350 a 1378 a po požárech v letech 1390 a 1525 vznikly mimo hradby čtyři nové osady: první v Outre-Vièze na pravém břehu, druhá u věže Meierturm (1411) na levém břehu, třetí na křižovatce cest Collombey-Saint-Maurice u Crochetanu, jejíž hradby z 15. století se dochovaly, a čtvrtá na křižovatce cest Collombey-Saint-Maurice u Crochetanu. Čtvrtá se nachází na silnici do Troistorrents, poblíž hradu Montheolo nebo de Montheys. Tento nový hrad, zmiňovaný v roce 1437, vyhořel v roce 1606, byl obnoven v letech 1663–1664 a koncem 20. století renovován. Sídlí v něm stávající správní budova a Musée du Vieux-Monthey, založené v roce 1938. V roce 1352 získal Monthey od savojského hraběte Amadea V. městská práva. Měšťané, kteří prosperovali díky své zemědělské činnosti (pěstování kaštanů, vinice a pole, chov dobytka), obchodu (mlýny, koželužny, barvírny na řece Vièze) a živnosti (týdenní trh, jarmark), založili v roce 1418 na místě kaple Saint-Antoine postavené v roce 1384 hospic. Kaple byla několikrát přestavěna a v 19. století se stala radnicí.
V době dobytí savojské části Valais až po Massongex (1475–1476) si Monthey vykoupilo nezávislost. Oslabení Savojska a bernská hrozba přinutily město v roce 1536 požádat o ochranu Valais. Město se stalo sídlem oblastního správce dolního Valais, voleného na dva roky, který od roku 1547 sídlil v novém zámku. V roce 1571 Monthey přijalo nové stanovy okrsku (Zendenu). Od 16. století se nadřazenost města Monthey dostávala do konfliktu s ostatními obcemi hejtmanství, zejména s Troistorrentsem. V roce 1787 byl okrsek Monthey rozdělen na tři menší kastelánství.

Letecký pohled (1949)

Špatné hospodaření pozemkové šlechty a vliv revoluce podnítily potřebu emancipace. Syndikové Pierre Guillot a Charles Emmanuel de Rivaz vznesli požadavky a v září 1790 došlo k povstání, které vedl Pierre-Maurice Rey-Bellet, zvaný Gros-Bellet. V roce 1791 obsadila Monthey vojska Valais a povstání potlačila, čímž se fronty ještě více utužily. V lednu 1798 byl v Monthey zasazen strom svobody a v době helvétského kříže se stalo hlavním městem nového stejnojmenného okresu. Snahy o nezávislost vynesly městu v letech 1801–1802 okupaci Francouzi. V letech 1802–1810 bylo hlavním městem stejnojmenného kantonu a v letech 1810–1815 kantonu Monthey poté, co se Valais v roce 1810 stalo součástí francouzského départementu Simplon. V době restaurace bylo v obci krátce (1824–1826) zavedeno vzdělávání, které bylo považováno za liberální. V roce 1838 požadovala poměrné zastoupení v zemské radě a poskytla aktivní členy radikálního hnutí Mladé Švýcarsko (Junge Schweiz).
Od konce 19. století využívalo Monthey své polohy pohraničního a tranzitního města, svých zdrojů dřeva a vody a zásob elektrické energie k hospodářskému a průmyslovému rozvoji. V roce 1859 získalo město železniční stanici na trati Bouveret – Saint-Maurice. Železnice Aigle – Ollon – Monthey, která v roce 1907 dostala most přes Rhônu, přinesla napojení na Simplonskou dráhu; úsek Monthey–Champéry byl dokončen v roce 1908.
V roce 1821 byl v Monthey založen první průmyslový podnik, sklárna. Od 19. století se severně od města nacházelo několik lomů. Ve 20. století se Monthey vyvinulo v nejvýznamnější průmyslové město kantonu Valais. V průmyslové oblasti se nachází významná odborná škola pro chemii v západním Švýcarsku.

## Obyvatelstvo
| Rok            | 1422 | 1850 | 1900 | 1950 | 1970  | 2000  | 2010  | 2012  | 2014  | 2016  |
| Počet obyvatel | 56   | 1841 | 3392 | 5608 | 10114 | 13933 | 16408 | 16880 | 17409 | 17573 |

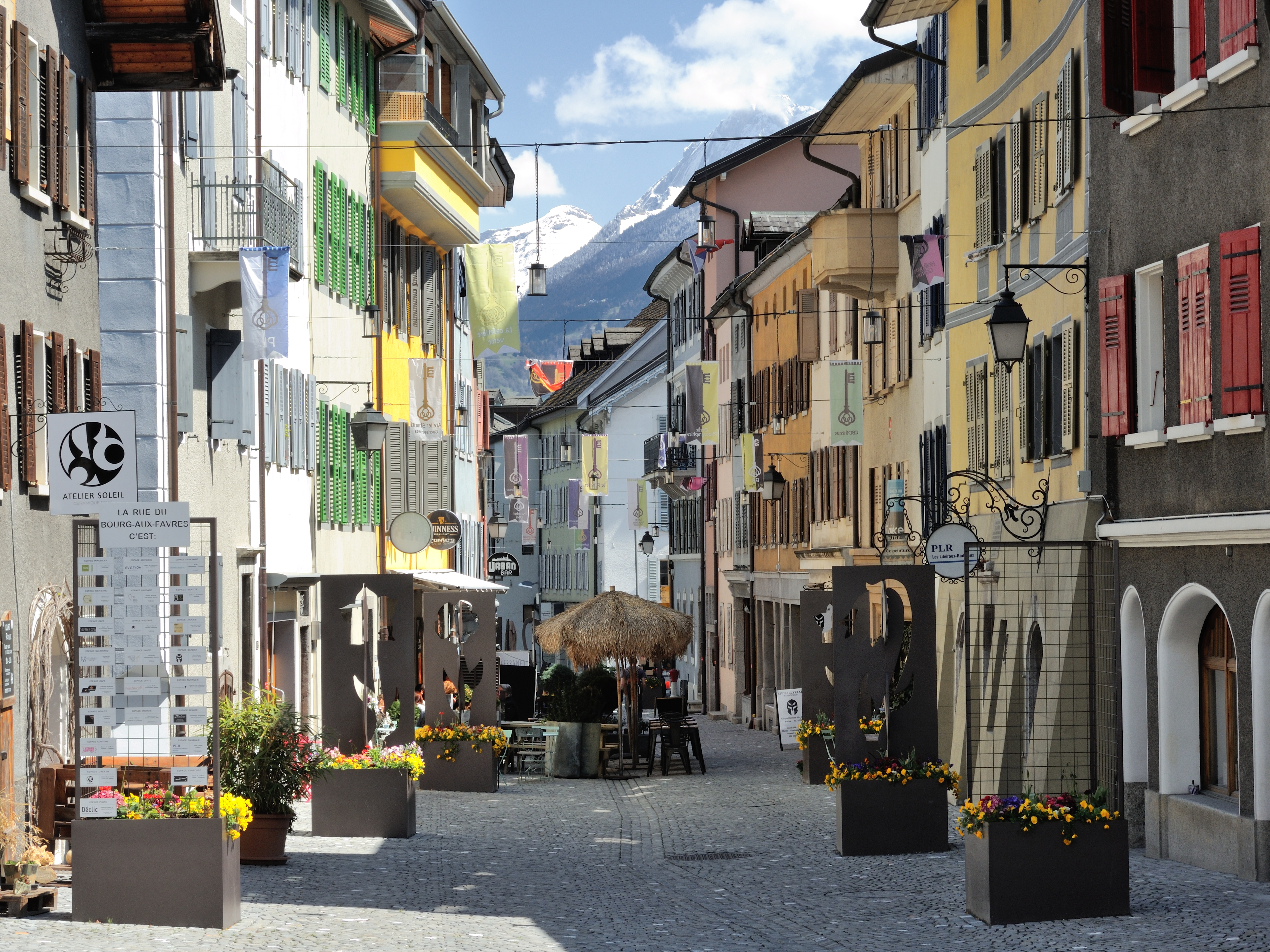
Centrum města

V roce 2000 hovořilo 84,5 % obyvatel obce francouzsky. V roce 2000 se k církvi římskokatolické hlásilo 70,3 % obyvatel, k švýcarské reformované církvi 9,9 % obyvatel.

## Hospodářství

Průmyslová zóna

Monthey je významným průmyslovým centrem kantonu Valais. Nachází se zde mnoho chemických továren: nejvýznamnější jsou BASF, Syngenta a Cimo, společný podnik prvních dvou jmenovaných společností; Cimo vybudovalo potrubní most přes Rhônu, který zásobuje průmyslové podniky energií. Strojírenská společnost Giovanola, která od roku 1888 stavěla mimo jiné kolotoče, horské dráhy a lanovky, musela v roce 2004 skončit kvůli platební neschopnosti. Strojírenská společnost Bolliger & Mabillard stavěla horské dráhy po celém světě od roku 1988. V Monthey se nachází také spalovna odpadů Satom SA. V roce 2015 byla uzavřena ropná rafinerie v sousedním Collombey.

## Kultura a vzdělávání
Monthey hraje důležitou roli jako regionální kulturní centrum. Ve městě sídlí dvě vysoké školy, jedna pro obchod a všeobecné vzdělávání, druhá pro zdravotnictví a sociální práci, a od roku 1984 studio Radia Chablais a od roku 1989 Théâtre du Crochetan. Karneval, který se slaví od roku 1872, se těší věhlasu i za hranicemi kantonu. V nemocnici v Malévozu, postavené v roce 1901, se léčí duševně nemocní ve francouzsky mluvící části Valais. Nemocnice Hôpital du Chablais byla založena na počátku 21. století jako součást sítě nemocnic ve Valais; je provozována společně kantony Valais a Vaud a skládá se z nemocnic v Monthey a Aigle.

## Doprava

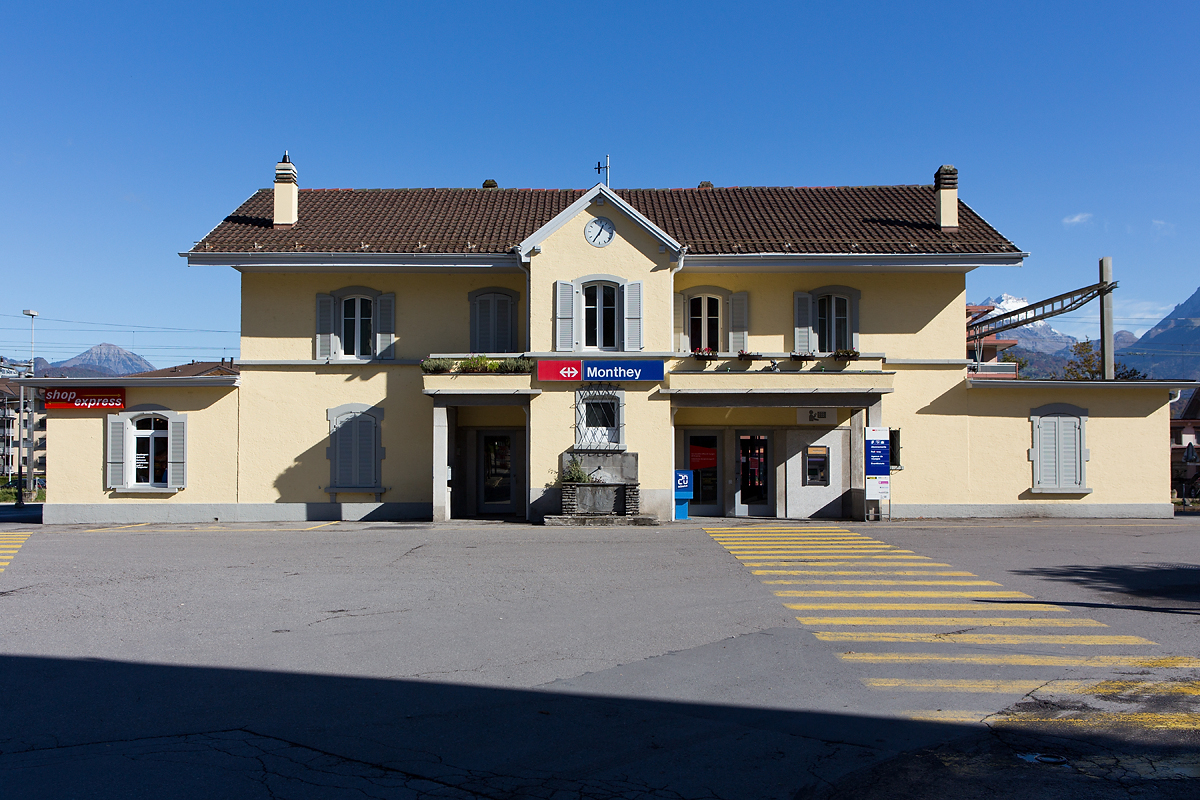
Železniční stanice Monthey

Městem prochází železniční trať SBB Saint-Gingolph – Saint-Maurice a úzkorozchodná železnice Chemin de fer Aigle–Ollon–Monthey–Champéry (AOMC). Kromě stanice SBB Monthey má AOMC vlastní stanici Monthey-Ville, která se nachází 750 metrů jihovýchodně. Do nedaleké lyžařské oblasti Portes du Soleil se lze dostat vlaky AOMC a osobními auty za 30-45 minut. Z nádraží Monthey je po četných továrních tratích přístupná rozsáhlá průmyslová oblast východně od města.
V blízkosti Monthey, na protějším břehu řeky Rhôny, vede dálnice A9, která má v regionu dvě křižovatky. V Monthey překračuje řeku silniční most a dvě lávky. Hlavní silnice 21, která vede ze Saint-Gingolph přes Martigny do Velkého Svatobernardského průsmyku, protíná střed města a překonává Vièze po novém silničním mostě vedle historického dřevěného mostu. Příjezdová cesta do údolí Val d’Illiez vede od roku 2003 z dálničního přivaděče tunelem de Collombey a obchází centrum města.

## Partnerská města
- Diekirch
- Ivrea
- Tübingen
- Göd

## Galerie

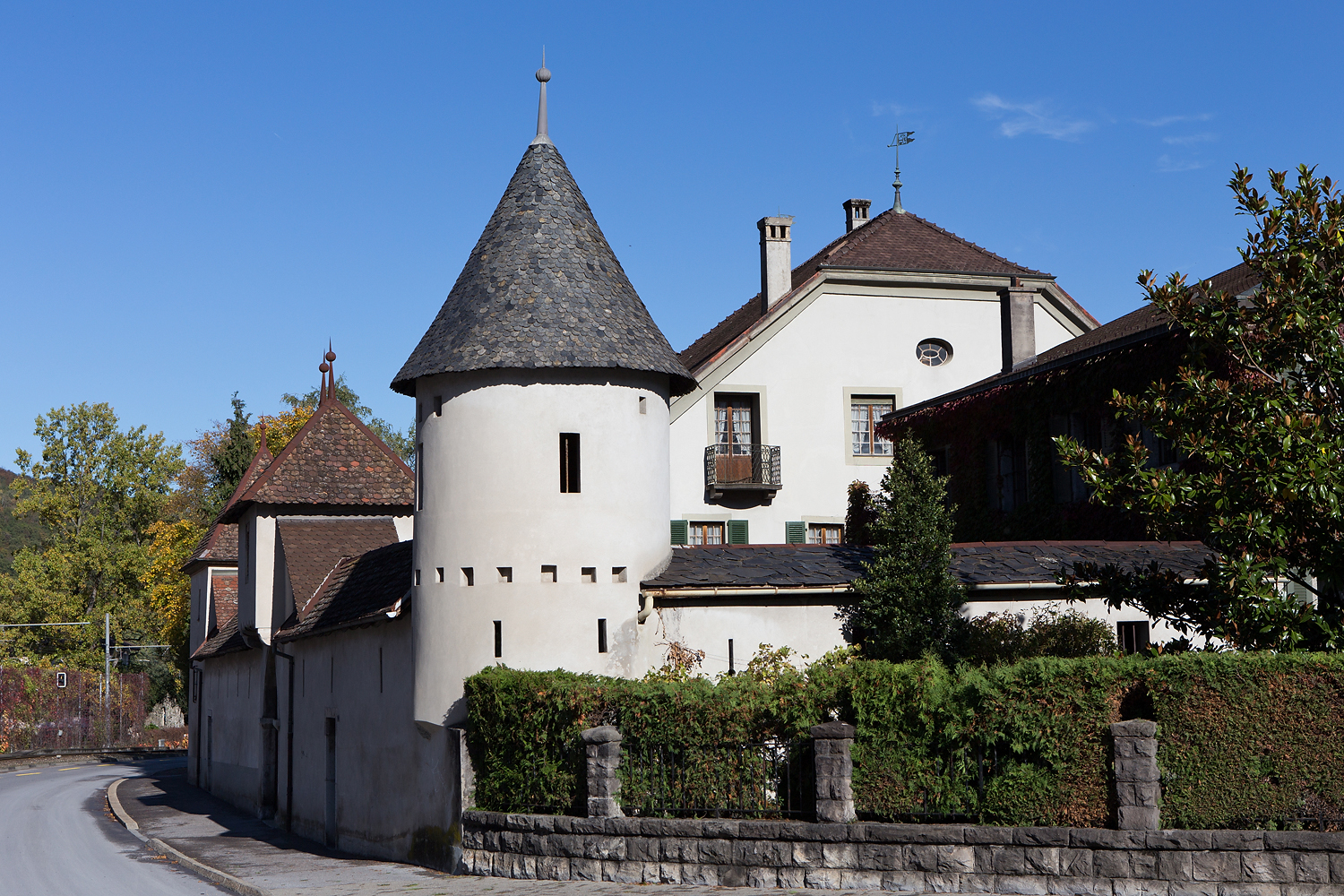
Monthey
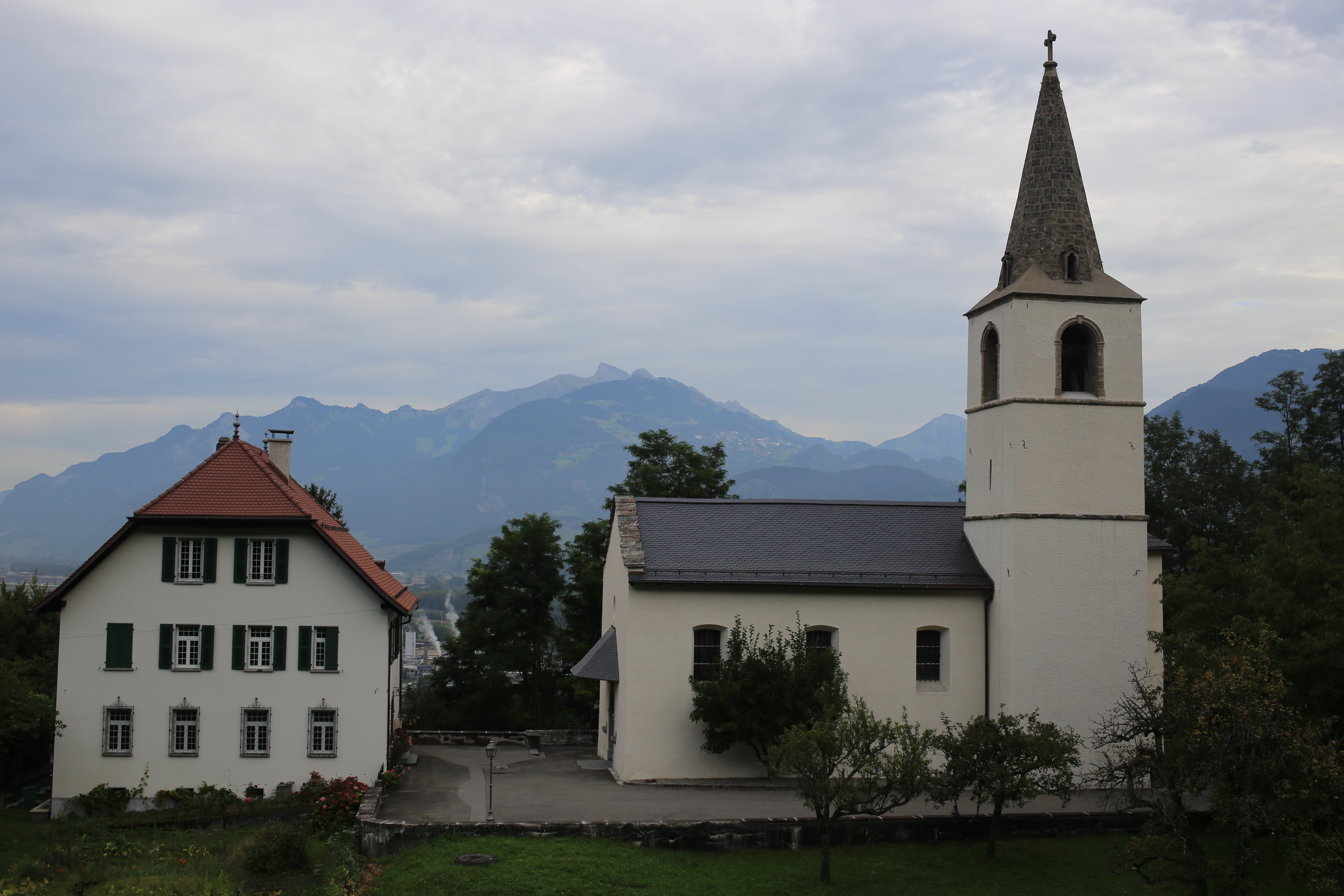
Kostel sv. Silvestra
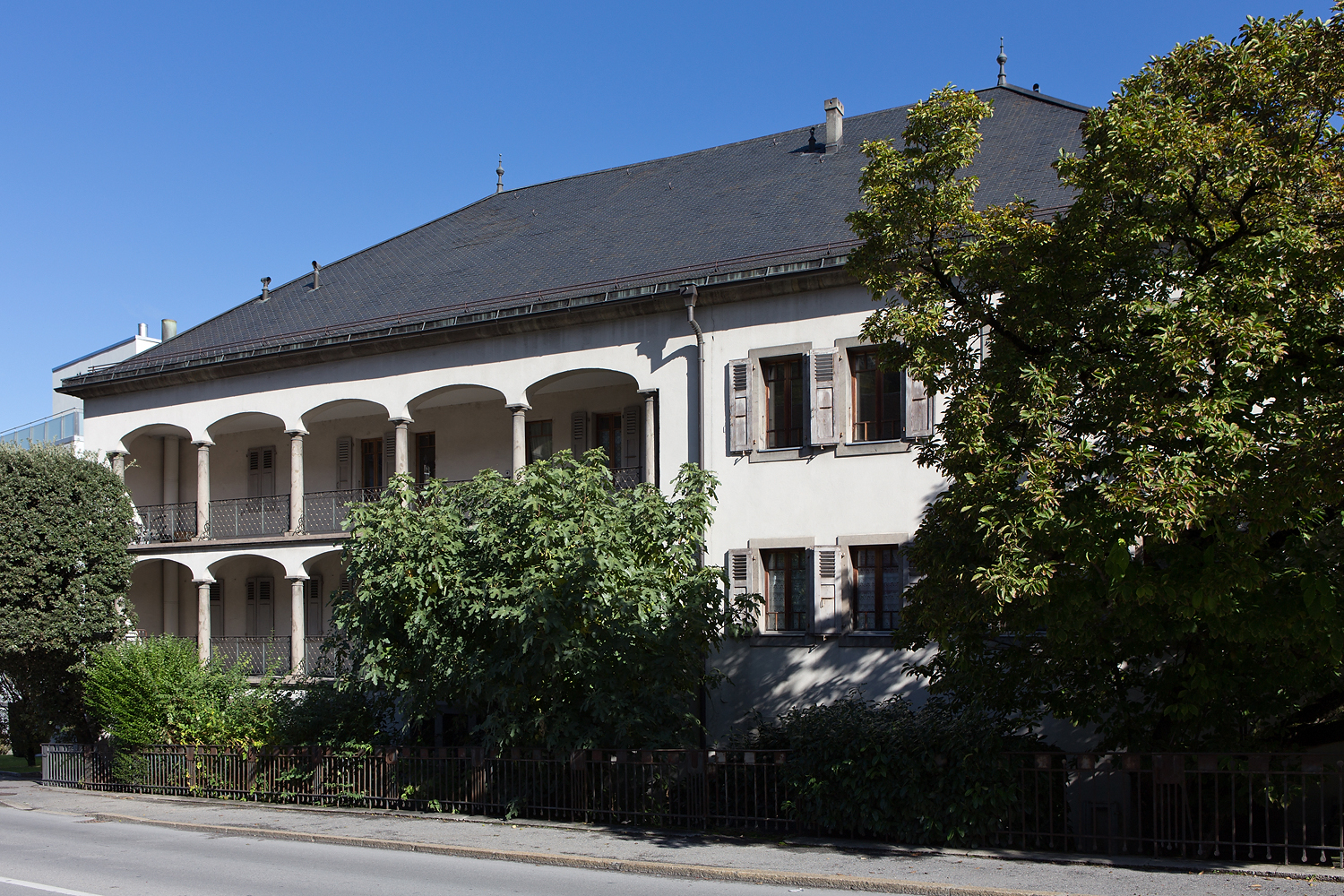
Římskokatolická fara
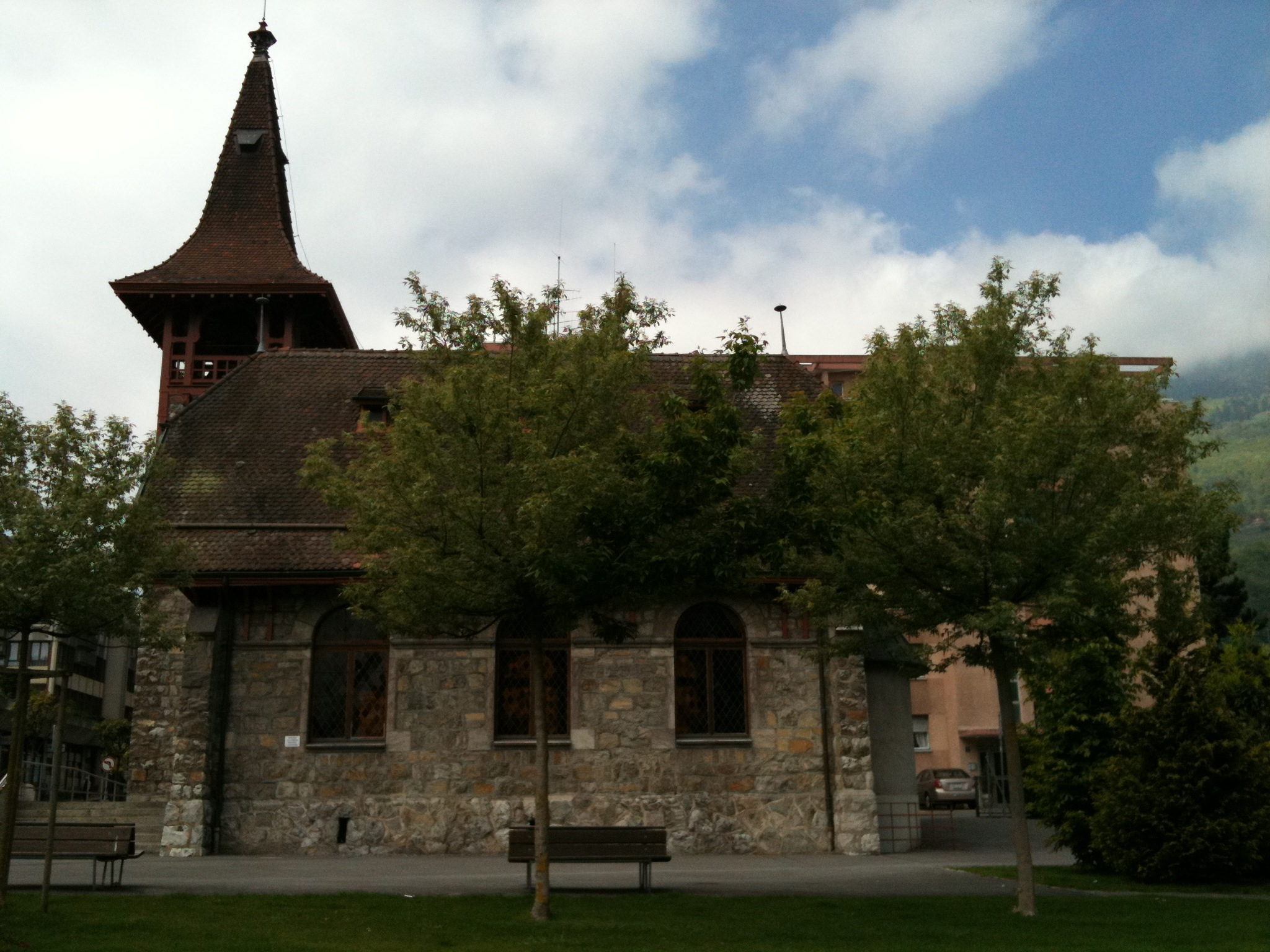
Reformovaný kostel
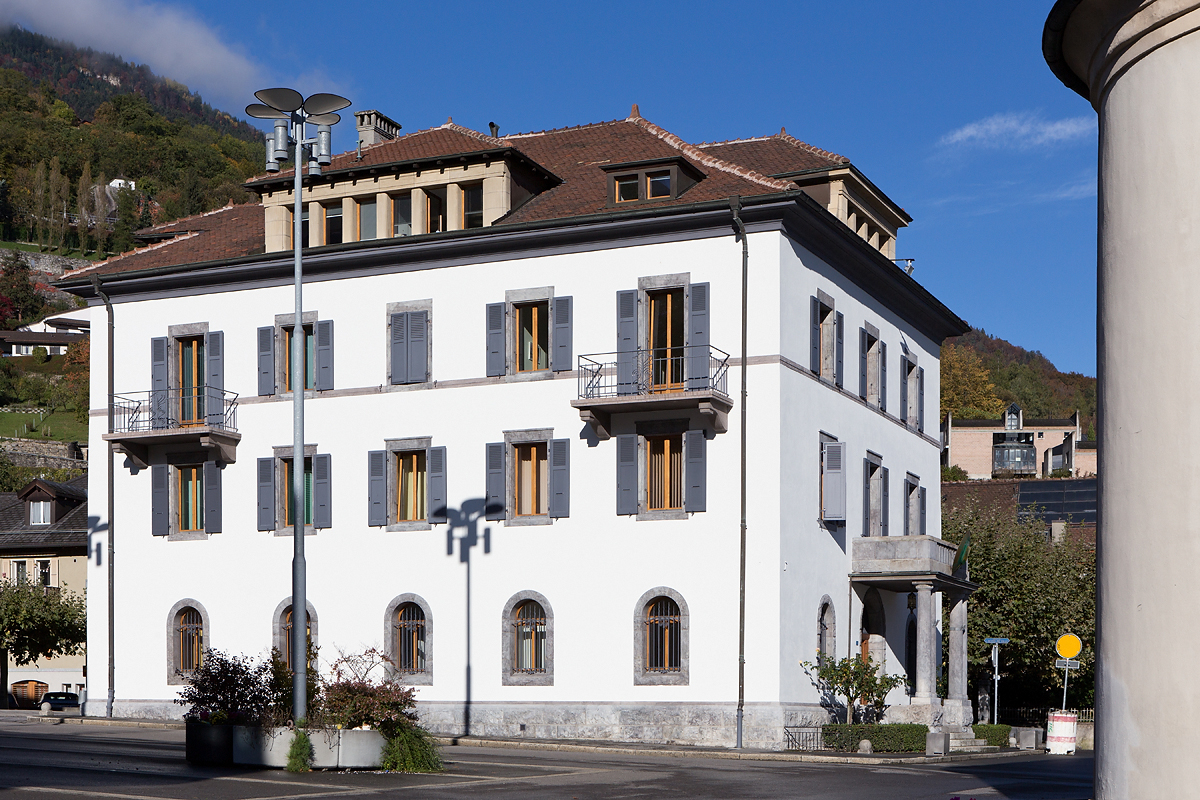
Radnice
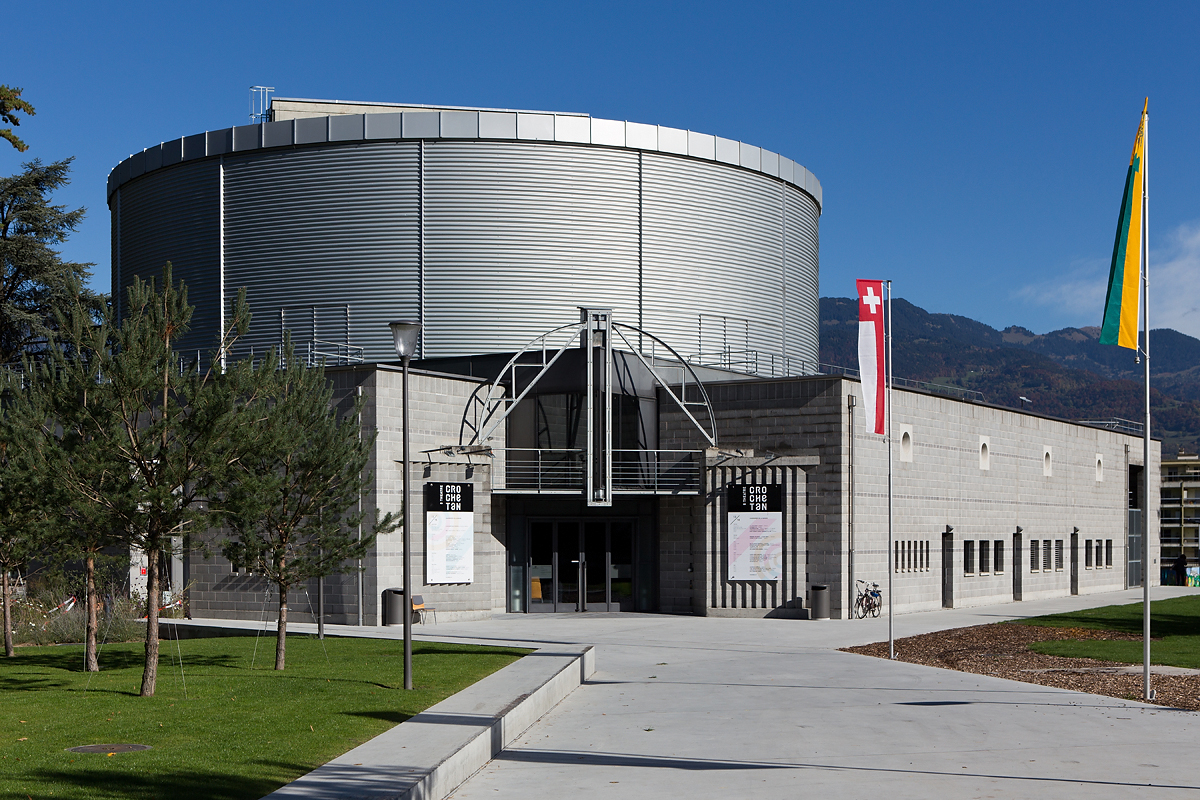
Divadlo Théâtre du Crochetan
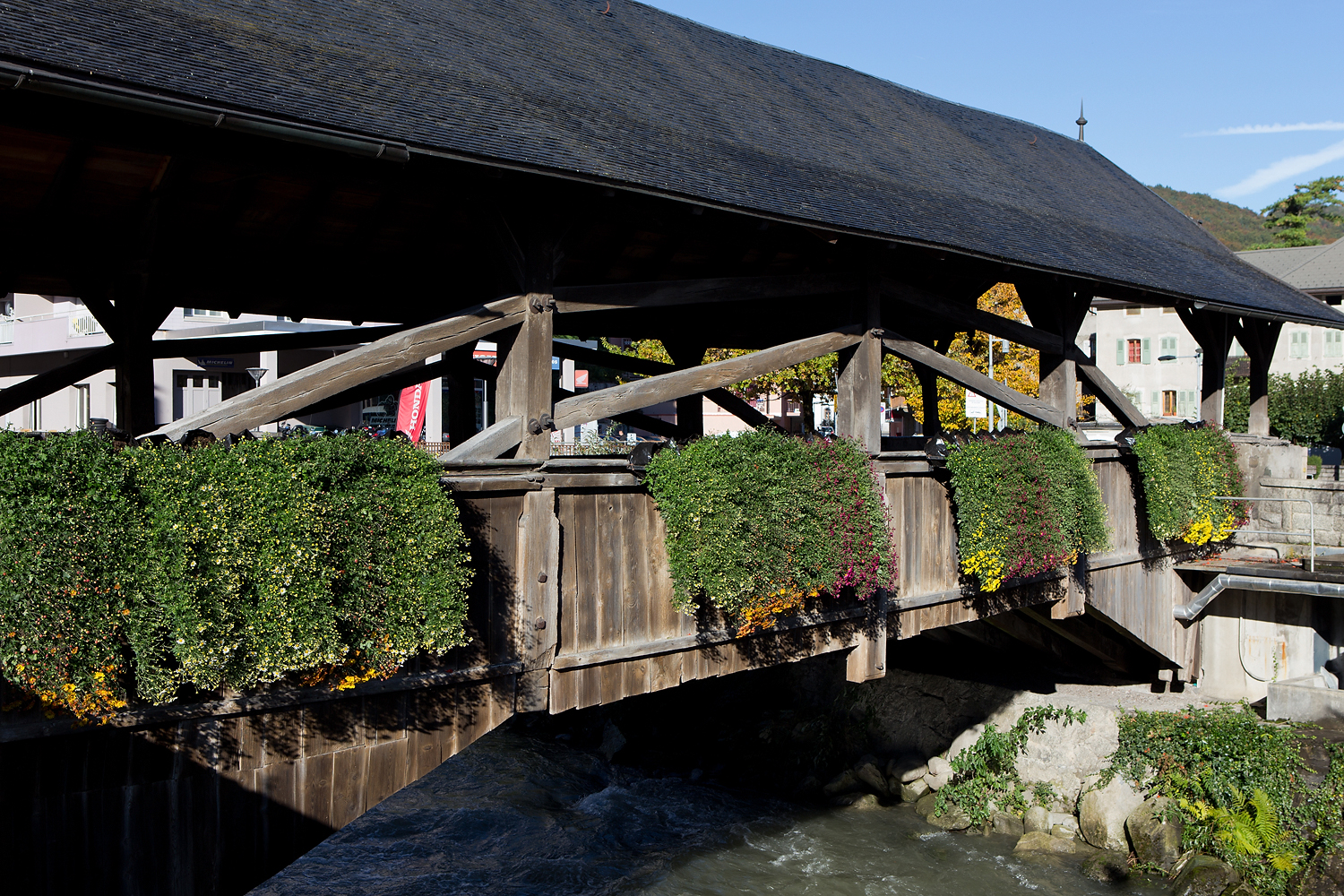
Most přes Vièze